# Generałowie zakonu salezjanów
Poczet generałów zakonu salezjanów – generał zakonu salezjanów wybierany jest przez kapitułę generalną, na którą delegowani są inspektorzy i definitorzy.
| Imię i nazwisko           | Lata urzędowania |
| ------------------------- | ---------------- |
| Założyciel                |                  |
| św. Jan Bosko             | 1859–1888        |
| Przełożeni generalni      |                  |
| bł. Michał Rua            | 1888–1910        |
| Pablo Albera              | 1910–1921        |
| bł. Filip Rinaldi         | 1921–1931        |
| Pietro Ricaldone          | 1932–1951        |
| Renato Ziggiotti          | 1952–1965        |
| Luigi Ricceri             | 1965–1977        |
| Egidio Viganò             | 1977–1995        |
| Juan Edmundo Vecchi       | 1996–2002        |
| Pascual Chávez Villanueva | 2002–2014        |
| Ángel Fernández Artime    | 2014–2024        |
| Fabio Attard              | od 2025          |